# Lonlay-le-Tesson
Lonlay-le-Tesson är en kommun i departementet Orne i regionen Normandie i nordvästra Frankrike. Kommunen ligger i kantonen La Ferté-Macé som tillhör arrondissementet Alençon. År 2022 hade Lonlay-le-Tesson 229 invånare.

## Befolkningsutveckling
Antalet invånare i kommunen Lonlay-le-Tesson
| Referens: INSEE |